# Mário Lopes da Rosa
Mário Lopes da Rosa (Bissau 28 de julho de 1955) é um político guineense. Foi ministro das Pescas e dos Recursos Haliêuticos no governo de transição em 2012.

## Biografia
É licenciado em Direito Internacional pelo Instituto de Ciências Jurídicas e Administrativas (Ben Aknounf) na Argélia (1979-1982). De 1991 a 1996 desempenhou as funções do Ministro Conselheiro e Representante Permanente Adjunto da Guiné-Bissau junto das Nações Unidas. Diretor-geral da Política Externa do Ministério dos Negócios Estrangeiros em 2011/2012. Candidato à Presidência da República da Guiné-Bissau em 2005. Foi ministro das Pescas e dos Recursos Haliêuticos no governo de transição. Ministro dos Negócios Estrangeiros, da Cooperação Internacional e das Comunidades em 2014.